# Maura di Troyes
Maura (827 – 21 settembre 850) è stata una giovane cristiana che la Chiesa cattolica considera santa.

## Biografia
Nata in una famiglia nobile, fu una pia bambina e si dedicò alle sue preghiera, riuscendo a convertire il padre dedito ad una vita dissoluta.
Dopo la morte del padre, rimase con la madre Sedulia, e lavorò per la crescita spirituale di suo fratello Eutropio, che divenne vescovo di Troyes.
Maura dedicò il suo tempo alla preghiera e alla carità, e digiunava ogni mercoledì e venerdì. Fu amica di Prudenzio di Troyes, che ha scritto una biografia su di lei. 
Maura morì a soli 23 anni intorno all'850 e fu sepolta a Château-Nore-de-Troyes.